# Listă de observatoare seismologice
- Array Network Facility
- CGGVeritas
- California Earthquake Prediction Evaluation Council
- China Earthquake Administration
- Compagnie Générale de Géophysique
- Earthscope
- Fairfield Industries
- Geophysical Service Incorporated
- ION Geophysical
- IRIS Consortium
- Instituto Nacional de Sismología, Vulcanología, Meteorología e Hidrología
- International Seismological Centre
- International Seismological Summary
- Mexican National Seismological Centre
- National Earthquake Information Center
- Pacific Northwest Seismic Network
- Pacific Tsunami Warning Center
- Plate Boundary Observatory
- San Andreas Fault Observatory at Depth
- SeisQuaRe
- Stanford Exploration Project
- USARRAY
- WesternGeco
- William Spain Seismic Observatory, Fordham University